# Isenbrunn
Isenbrunn ist ein Ortsteil der Gemeinde Walting im Landkreis Eichstätt.

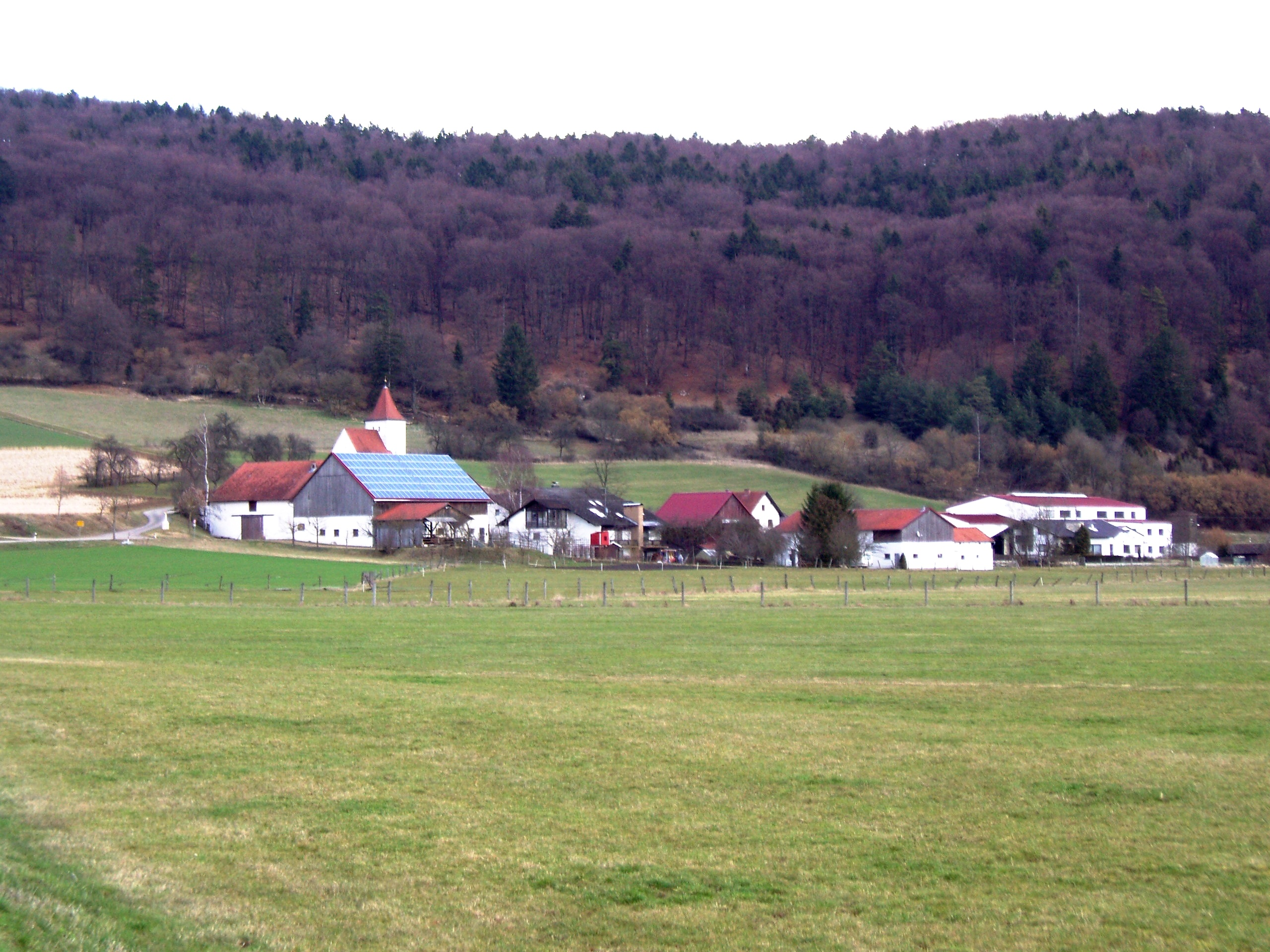
Isenbrunn

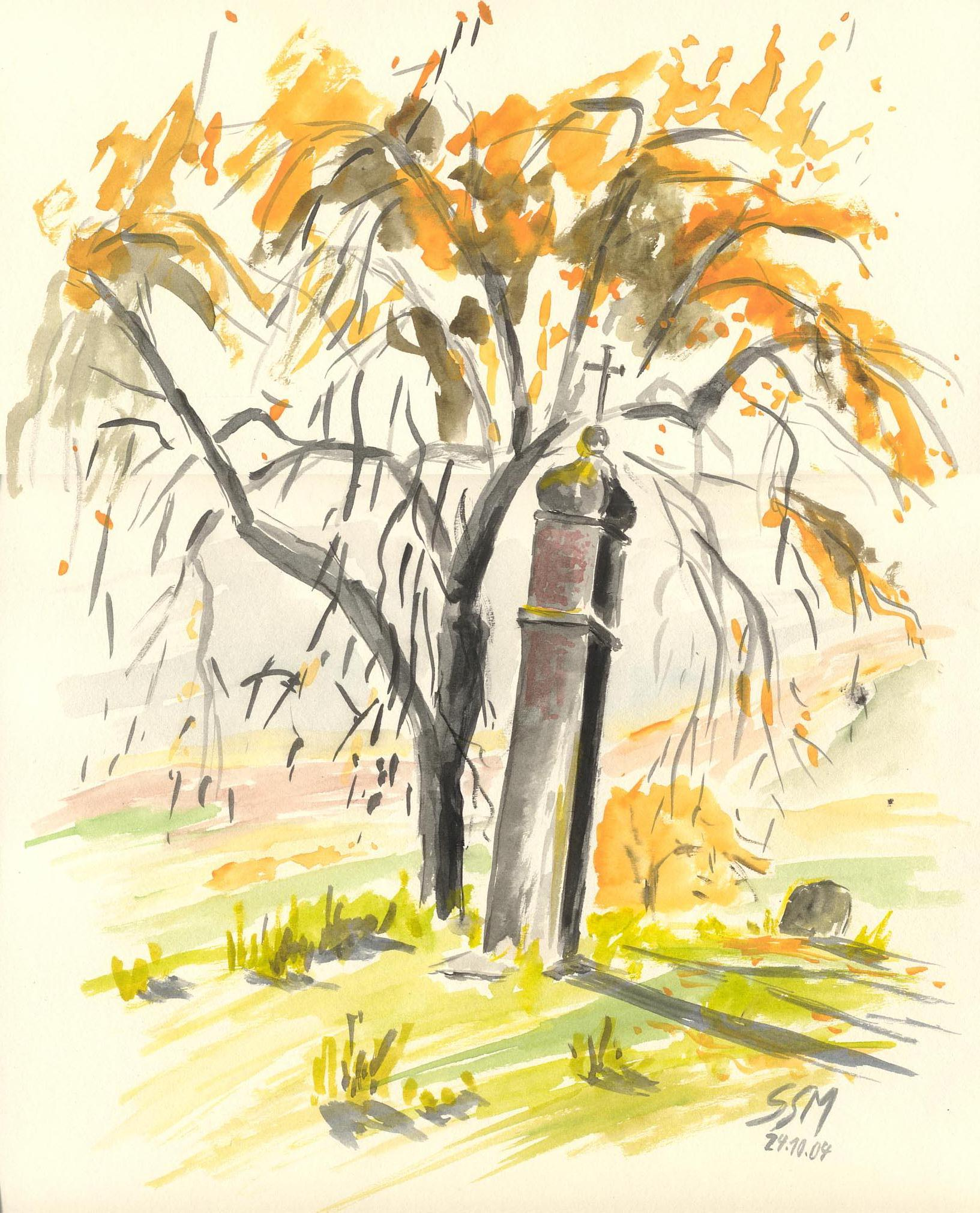
Marterl von 1652 bei Isenbrunn. Aquarell von Siegfried Schieweck-Mauk, Eichstätt

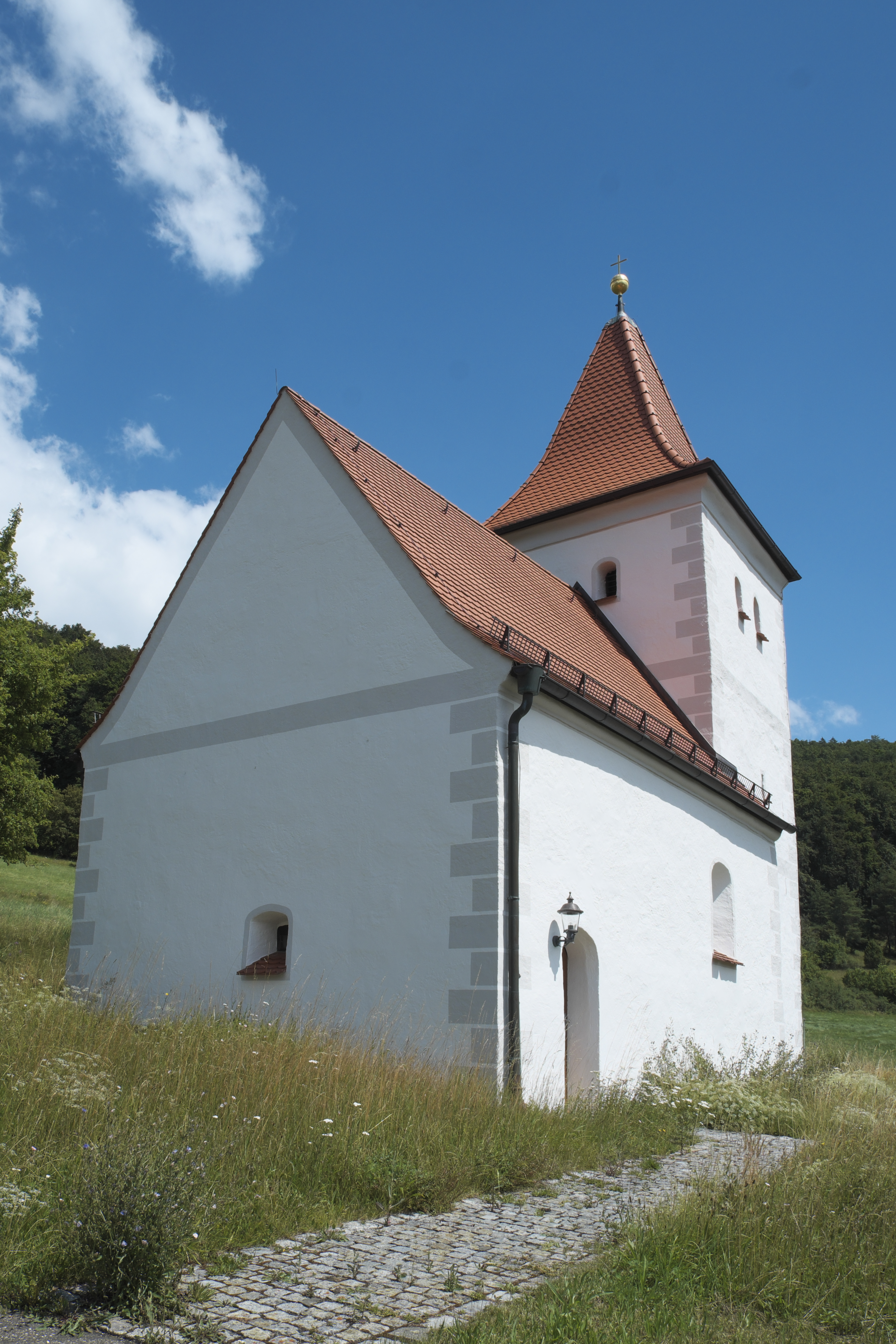
Kirche St. Laurentius

## Lage
Der Weiler liegt zwischen den Orten Rieshofen und Pfalzpaint am nördlichen Hang des Altmühltales, je einen Kilometer von diesen beiden Orten entfernt und ist über eine 1990 neu gebaute Nebenstraße zwischen diesen beiden Orten zu erreichen.

## Geschichte und Sehenswürdigkeiten
Bei der ersten Erwähnung Isenbrunns im Jahre 1129 in einer Urkunde wird der Ortsadelige „Heinrich von Izenbrunne“ erwähnt. 1179 bestätigte Papst Alexander III. den Besitz der Eichstätter Domkirche, darunter  auch den Meierhof in „Gisenbrunn“. 1282 erwarb Heinrich von Hofstetten, Schenk der Hirschberger Grafen, den Meierhof des Dorfes vom Eichstätter Domkapitel als Leibgeding. 1291 erhielt der Domdechant vom Domkapitel zwei Fischwasser in „Isenprunne“. In der Auseinandersetzung um das Hirschberger Erbe zwischen Eichstätt und Bayern wurde Isenbrunn 1305 dem Fürstbistum Eichstätt zugesprochen, wo es bis 1802 verblieb. 1806 wurde es königlich-bayerisch und dem Landgericht Kipfenberg einverleibt. 1818 schlossen sich Isenbrunn und Rieshofen zu einer Gemeinde zusammen; Gemeindesitz war Rieshofen. 1959 und noch einmal 1990 wurden in Isenbrunn Flurbereinigungsmaßnahmen durchgeführt. In der Gemeindegebietsreform schloss sich das Dorf mit Rieshofen am 1. Januar 1972 der Gemeinde Walting an.
1480 ist Isenbrunn als eine der vier Filialen der Pfarrei Gungolding genannt. Die Kirche St. Laurentius, freistehend auf einer Anhöhe über dem Ort, ist aber wesentlich älter, möglicherweise vorromanischen Ursprungs. Sie wurde 1702 neu gebaut. An Ausstattung enthält sie einen viersäuligen Rokokohochaltar von ca. 1730 bis 1750 mit spätgotischer Laurentiusplastik (ca. 1500), die von dem Kunsthistoriker Felix Mader als „eine schlanke, edle Erscheinung, vornehm in der Haltung und frei in der Bewegung“ beschrieben wird. Eine Rosenkranzmadonna vom Anfang des 16. Jahrhunderts ist nach ihm eine „gute ausdrucksvolle Schöpfung der Spätgotik“. 1928 erhielt die Kirche zwei Glocken, von denen eine im Zweiten Weltkrieg eingeschmolzen wurde. 1982 wurde wieder eine zweite Glocke aufgehängt. Zum Patrozinium (10. August) findet alljährlich ein feierlicher Sonntagsgottesdienst meist vor der Kirche statt, an dem jedes Mal mehrere hundert Menschen teilnehmen.
Aus Richtung Rieshofen steht vor dem Ort ein reliefgeschmücktes Marterl, das 1652 ein fürstbischöflicher Dienstmann namens Martin Hanschildt errichten ließ. Zwei Meter daneben steht ein verwitterter mittelalterlicher Kreuzstein.